# Subducción arcaica
La subducción arcaica involucra la posible existencia y naturaleza de la subducción en el Arcaico, un eón geológico que se extiende desde hace 4.000 a 2.500 millones de años. Existe evidencia de que fue una subducción episódica y no superficial.

## Subducción Arcaica
La subducción es el proceso impulsado por la densidad mediante el cual una placa tectónica se mueve debajo de otra y se hunde en el manto en un límite convergente. La atracción gravitacional de las losas densas proporciona aproximadamente el 90% de la fuerza impulsora de la tectónica de placas y, en consecuencia, la subducción es crucial para cambiar el diseño de la Tierra, guiar su evolución térmica y construir su estructura composicional. Las zonas de subducción son los sitios principales de formación actual de la corteza continental. Además, la subducción es el principal mecanismo por el cual los materiales de la superficie ingresan a las profundidades de la Tierra y también es en gran medida responsable de la formación de minerales.

## Debate sobre la Subducción Arcaica
Se puede argumentar que la Tierra Arcaica era 200 K más caliente de lo que es hoy, lo que habría afectado la densidad litosférica de tal manera que prohibiera la subducción. Las temperaturas más altas de la Tierra Arcaica se pueden atribuir a la liberación de enormes cantidades de energía a partir de la acumulación de material y la posterior diferenciación en núcleo y manto. Esta energía se potenció por la mayor concentración de elementos productores de calor. Suponiendo que la expansión del fondo marino generó litosfera oceánica en el Arcaico, las temperaturas más altas llevarían a un mayor derretimiento del material del manto que se elevaba en los centros de expansión oceánica. Esto, a su vez, produjo una corteza oceánica más gruesa y regiones más gruesas del manto litosférico empobrecido subyacente. Como tal, la densidad de la litosfera se reduciría debido tanto a la diferenciación de la corteza del manto y el agotamiento relativo del manto residual en Fe y Al. Lo que provocaría que litosfera oceánica fuera tan liviana que se subduciría muy superficialmente o no se subduciría en absoluto. El material félsico se formaría a partir del derretimiento parcial hidratado de la corteza oceánica engrosada en las zonas de raíces de las mesetas oceánicas, y no a partir de zonas de subducción.
Quienes están a favor de la subducción Arcaica afirman que las siguientes características, pueden usarse para describir por qué se producía la subducción:
1. Las temperaturas del manto eran 200 K más altas que las actuales.
2. La corteza oceánica tenía aproximadamente 21 km de espesor, frente a los 7 km de espesor hoy.
3. La profundidad a la que se derritió parcialmente el manto fue de 114 km, frente a 54 km hoy.
4. El flujo de calor hacia la base de las placas tectónicas era entre 1,3 y 2,0 veces mayor que el actual.

La baja rigidez a la flexión de las placas Arcaicas generaría que la subducción fuera más fácil de lo que es hoy. Por un lado, la menor densidad de las placas oceánicas reduciría la atracción de losas, pero este efecto probablemente se viera compensado por la delaminación de la corteza de baja densidad, así como por el paso de la corteza gruesa a través de la transición de la eclogita. Muchas rocas ígneas arcaicas muestran enriquecimiento de elementos litófilos de iones grandes (LILE) sobre elementos de alta intensidad de campo (HFSE), que es una firma de subducción clásica comúnmente observada en rocas de arco volcánico. Además, la presencia de cinturones de empuje estructurales y cinturones metamórficos emparejados también son características de la dinámica de subducción y los cambios ambientales posteriores.
Si bien la existencia de la subducción Arcaica implica que la corteza continental probablemente se formó mediante subducción hasta cierto punto, no requiere que la subducción fuera la única forma de formar la corteza continental.